# لورا زاباتا
لورا زاباتا (بالإسبانية: Laura Zapata)‏ هي ممثلة مكسيكية، ولدت في 30 يوليو 1956 في مدينة مكسيكو في المكسيك.

## أعمال

### مسلسلات
- إزميرالدا
- ماري تشوي
- ماريا مرسيدس

## وصلات خارجية
- لورا زاباتا على موقع IMDb (الإنجليزية)
- لورا زاباتا على موقع روتن توميتوز (الإنجليزية)
- لورا زاباتا على موقع أول موفي (الإنجليزية)
- لورا زاباتا على موقع قاعدة بيانات الفيلم (الإنجليزية)